# 伊姆蘇哈勒
36°34′09″N 4°23′16″E / 36.5693°N 4.3879°E

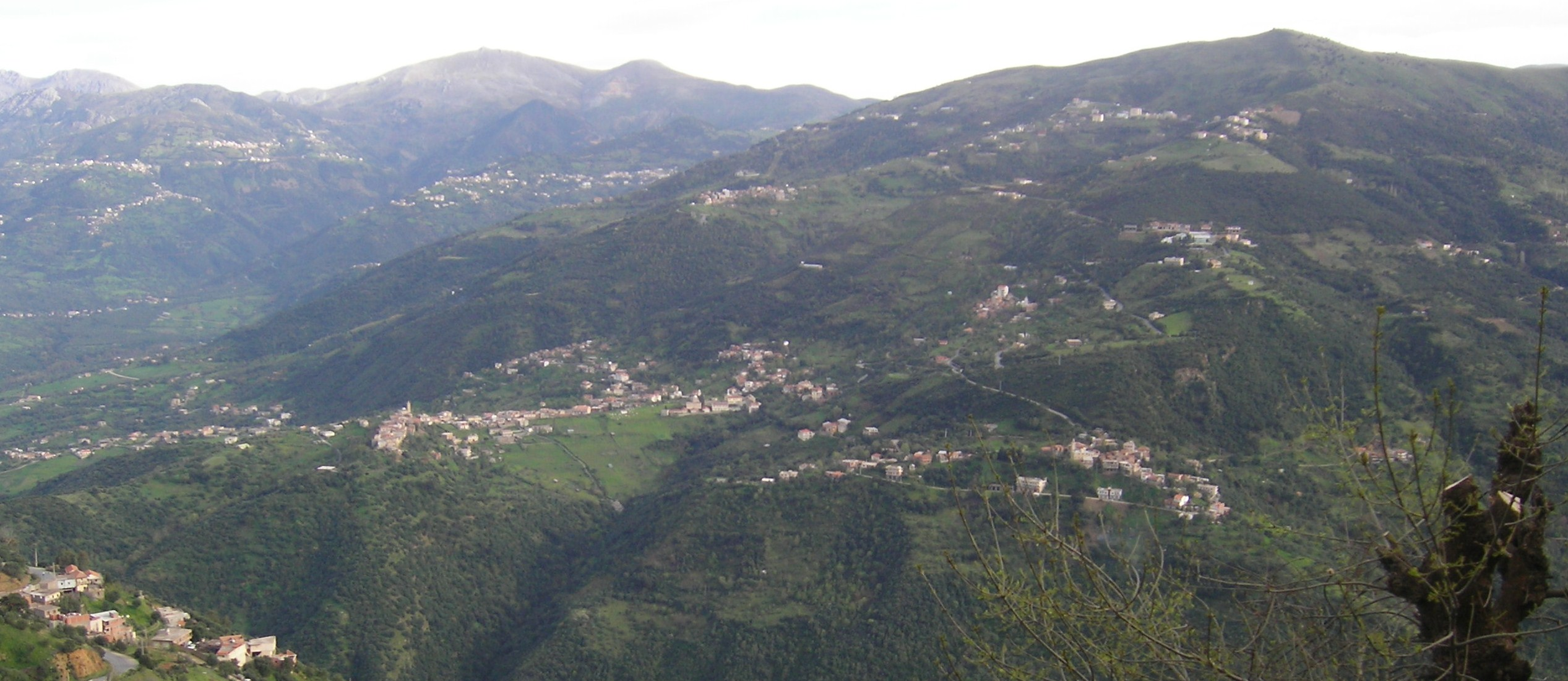
伊姆蘇哈勒

伊姆蘇哈勒（阿拉伯语：‎），是阿爾及利亞的城鎮，位於該國北部提濟烏祖省，由伊費爾胡南區負責管轄，面積25平方公里，2008年人口6,565，人口密度每平方公里266人。